# Управление по водоснабжению и профилактике
Управление по водоснабжению и профилактике (яп. 防疫給水部 бо:эки кю:суй бу), также известное как Специальные исследовательские отряды — формирование Императорской армии Японии, образованное в 1936 году при Квантунской армии и распущенное в 1945 году, занимавшееся как обязанностями по поддержке санитарных норм в Императорской армии, так и секретными исследованиями в областях химического и биологического оружия.
Формирования этого управления (отряды) были причастны к ряду опытов над людьми, начиная от искусственного заражения болезнями и заканчивая испытанием на заключённых биологического оружия. Обвинения в экспериментах были подтверждены в 1996 году в книге «Войска бактериологической войны» (яп. 細菌戦部隊 сайкин икуса тай).

## Структура
В составе управления были следующие формирования:
- Отряд 691 — собирательное название нескольких спецотрядов Квантунской армии.
  - Отряд 731 (в составе Квантунской армии). База — Пинфан (ныне район Харбина). Самый известный отряд, занимавшийся обширными исследованиями в области химии и биологии[3], нередко отождествляемый с самим управлением[4]. Командир — Сиро Исии. Ставил опыты на людях с целью исследования процессов протеканий различных болезней. Число жертв оценивается от 3 до 10 тысяч человек.
    - Отряд 162 (Линькоу)[3]
    - Отряд 643 (Хайлинь)[3]
    - Отряд 673 (Суньу)[3]
    - Отряд 319[3]
- Отряд 1855 (в составе Северо-Китайского фронта). База — Пекин. Проводил опыты на людях[5].
- Отряд 1644 (в составе Центрально-Китайского фронта). База — Нанкин. Известен экспериментами над людьми, в ходе которых заключённые заражались искусственно холерой, тифом, бубонной чумой и т.д.[6][7]
  - 12 подотрядов (номера неизвестны, центры не установленыы)[3]:307
- Отряд 8604 (в составе Южно-Китайского фронта, известен как отряд «Нами»). База — Гуанчжоу. Известен многочисленными экспериментами над людьми, а также пытками над заключёнными. Командир — Судзи Сато[8].
- Отряд 9420 (в составе Южной экспедиционной группы армий, известен как отряд «Ока»). База — Сингапур. Крупнейший специальный исследовательский отряд армии Японии, располагавшийся за пределами Китая[9].
- Отряд 100 (в составе Квантунской армии). База — Мэнцзятунь, 10 км к югу от Синьцзина, и Мокотан (к югу от Чанчуня). Изучал возбудителей инфекционных заболеваний и возможности уничтожения кавалерии китайской и красной армий. Подчинялся тайной полиции кэмпэйтай.
  - неизвестный отряд (Далянь), занимавшийся водоснабжением и дезинфекцией в качестве прикрытия[3]:313
  - отряд 543 (район Хайлар), занимавшийся водоснабжением и дезинфекцией в качестве прикрытия[3]:313
- Отряд 516 (в составе Квантунской армии). База — Цицикар. Занимался исследованиями в области химического оружия. В результате экспериментов химическому заражению подверглась огромная часть Китая.
  - Отряд 525
  - Отряд 526
- Отряд 160 (упоминается в некоторых документах)[3]:243

## Оснащение
В каждом отряде и подразделении управления было оборудование для очистки воды, огромное количество транспортных средств для доставки воды войскам и секретное оборудование для экспериментов, подбиравшееся лично Сиро Исии. Фактически в Управлении было четыре отдела, из которых только 3-й отдел занимался вопросами водоснабжения и дезинфекции, а остальные три отдела были связаны с медициной и биологическим оружием.

## Деятельность
Исии был фактическим руководителем Управления с 1936 года и до конца войны, дважды покидая этот пост. Управление и его отряды обвинялись в разработках бактериологического оружия и осуществлении бесчеловечных экспериментов на гражданском населении, проводимых с целью создания подобного оружия (число жертв экспериментов составляет не менее 3 тысяч человек). В то же время результаты подобных экспериментов использовались для разработки вакцин против риккестий, вирусов тифа, маньчжурской лихорадки, эпидемической геморрагической лихорадки, клещевого энцефалита, бешенства, натуральной оспы и других болезней. Сам Исии избежал уголовной ответственности за свои преступления, передав американцам полные сведения о деятельности Управления и Отряда 731 в частности.